# Kančil větší
Kančil větší (Tragulus napu) je jeden z nejmenších přežvýkavých, bezrohých sudokopytníků, kteří den prospí v úkrytu a v noci se vydávají za potravou.

## Rozšíření
Žijí v podrostu hustě zarostlé krajiny poblíž vody v oblastech jihovýchodní Asie. Vyskytují se na Srí Lance, v jižních částech Thajska, Myanmaru, Malajsie, na ostrovech Sumatra, Borneo a několika dalších. Jsou považování za živé fosílie, protože jsou téměř nezměněni za posledních 30 miliónů let.

## Popis
Tento rod má v malajštině podle svého vzhledu přiléhavý název "myší jelen". Kančilové větší jsou vysocí průměrně 35 cm, zavalitější tělo mají dlouhé 75 cm a ocas 10 cm, váží 5 až 8 kg. Barva jejich srstí je oranžově-hnědá s bílými skvrnami na břichu, hrudi a pod tlamou. Jejich hlava je malá, trojúhelníková a mají špičatý černý čenich bez srstí. Oči mají velké stejně jako černou srstí pokryté uši. Jejich nohy jsou dlouhé a velmi tenké (o průměru asi 1 cm); zadní jsou delší a když stojí mají zadní část těla výše než přední. Ani samci nemají rohy nebo parohy, mají jen prodloužené řezáky v horní čelisti které částečně vyčnívají z tlamy.

## Chování
Jde o zvíře velice opatrné a vyjma období rozmnožování ryze samotářské. Nevytvářejí žádné stáda, samci si označují svá teritoria sekretem ze žláz pod bradou, močí a výkaly. Případným soupeřům vyhrožuje rychlým dupáním kopýtek nebo svádí souboje za použití špičáků. Samice žijí na samcem zabraném území trvale, kdežto samci se zhruba po roku přemísťují jinam.
Za potravou vycházejí ze svých denních úkrytů až po setmění po stezkách hustým porostem a sbírají popadané ovoce, bobule a žerou květy, listy, pupen keřů a vodních rostlin jakož i spásají mladou trávu. Mají na rozdíl od ostatních přežvýkavců jen třídílný žaludek.

## Rozmnožování
Samice přicházejí do říje již za několik málo dnů po vrhu mláďat a to celoročně bez ohledu na roční dobu. Samec obchází laně ve svém území a příležitostně se páří, samice jsou proto téměř stále březí. Asi po pětiměsíční březosti se rodí převážně pouze jedno mládě o váze asi 370 gramů. Je natolik vyvinuto, že je schopno se téměř hned postavit a do půl hodiny chodit, matka potomka odstavuje za dva až tři měsíce. Mláďata pohlavně dospívají již ve věku čtyři a půl měsíců. Průměrná délka života je 14 let.

## Ohrožení
Tato zvířata jsou vzhledem ke své malé velikosti často lovena mnoha masožravými dravci a hady. Lapají je také domorodci pro maso a protože se dají snadno ochočit dělají z nich mazlíčky pro děti. Přestože jim mýcením pralesů ubývá životního prostoru, jejich stavy se dosud radikálně nesnižují a jako druh nejsou ohrožení.

## Taxonomie
Kančil větší se vyskytuje na velmi rozsáhlém území kde však žije na mnoha teritoriích od sebe trvale oddělených. V průběhu doby se u zvířat v některých oblastech vyvinuly určité odlišnosti, v současností jsou rozeznávány tyto poddruhy:
- Tragulus napu napu (F. Cuvier, 1822)
- Tragulus napu amoenus Miller, 1903
- Tragulus napu bancanus Lyon, 1906
- Tragulus napu banguei Chasen et Kloss, 1931
- Tragulus napu batuanus Miller, 1903
- Tragulus napu billitonus Lyon, 1906
- Tragulus napu bunguranensis Miller, 1901
- Tragulus napu flavicollis Miller, 1903
- Tragulus napu hendersoni Chasen, 1940
- Tragulus napu lutescens Miller, 1903
- Tragulus napu neubronneri Sody, 1931
- Tragulus napu niasis Lyon, 1916
- Tragulus napu nigricollis Miller, 1902
- Tragulus napu nigrocinctus Miller, 1906
- Tragulus napu parallelus Miller, 1911
- Tragulus napu pretiellus Miller, 1906
- Tragulus napu rufulus Miller, 1900
- Tragulus napu sebucus Lyon, 1911
- Tragulus napu stanleyanus Gray, 1836
- Tragulus napu terutus Thomas et Wroughton, 1909